# وادي حوف
وادي حوف هي أحد شياخات حي المعصرة الواقعة في محافظة القاهرة بمصر، تتميز وادى حوف بالنظافة وبالهدوء وانخفاض الكثافة السكانية بما يجعلها أرقى مناطق المعصرة.

## جغرافيا
تتميز وادي حوف بوجود مساحات كبيرة خضراء مزروعة من الحدائق بما يكسبها طابع مميز عن المدن الأخرى فيما يتعلق بالنظافة والتميز والخصوصية ودرجات الحرارة فهي ما أشبه بالمدن الساحلية،
المناطق السكنية في وادي حوف معظمها فيلل وأبراج كما أنها قريبة من حي حلوان وجامعة حلوان بما يجعلها مدينة كاملة المرافق، وتتواجد بها محطة مترو قريبة من المدينة مما يسهل الوصول اليها بالمواصلات العامة

## الموقع
تقع وادي حوف في موقع مميز حيث يحدها شمالا تل المقطم وطريق الأوتوستراد وجنوبا كورنيش النيل بما يسهل حركة الانتقال منها وإليها، ما أدى إلى زيادة أسعار السكن المملوك والإيجار.

## سبب التسمية
سميت وادي حوف بذلك الإسم نظراً للانخفاض النسبى لتربتها عن المدن المحيطة بها،
وقيل سبب تسمية المدينة أنها كانت في الأصل وادى يحيط به المحيط.